# Robert Pringle
Robert Pringle (décédé en 1736) est un avocat et homme politique écossais.

## Biographie
Il est le troisième fils de Sir Robert Pringle, 1er baronnet, de Stitchel, et de son épouse, Margaret, fille de Sir John Hope (Lord Craighall) (en); et un frère cadet de Sir Walter Pringle (Lord Newhall) (en). Après des études à l'Université de Leyde, où il entre le 19 novembre 1687, il prend service auprès de Guillaume III d'Orange-Nassau, avec qui il se rend en Angleterre lors de la Glorieuse Révolution de 1688.
Il est en pratique avocat, puis nommé sous-secrétaire d'État à l'Écosse en 1695. À ce titre, il assiste le roi William dans ses campagnes à l'étranger. Le 18 mai 1718, il est nommé secrétaire à la guerre et occupe ce poste jusqu'au 24 décembre. Par la suite, il devient registraire général de l'expédition .
Il est mort à Rotterdam le 13 septembre 1736 . Il épouse Miss Law et a un fils, Robert.